# ロアッツォーロ
ロアッツォーロ（伊: Loazzolo）は、イタリア共和国ピエモンテ州アスティ県にある、人口約300人の基礎自治体（コムーネ）。
ピエモンテ語では「Loasseu」。

## 地理

### 位置・広がり

#### 隣接コムーネ
隣接するコムーネは以下の通り。括弧内のALはアレッサンドリア県所属を示す。
- ブッビオ
- カネッリ
- チェッソレ
- コッサーノ・ベルボ (CN)
- モナステーロ・ボルミダ
- ロッカヴェラーノ
- サント・ステーファノ・ベルボ (CN)

#### 地震分類
イタリアの地震リスク階級 (it) では、4 に分類される
。